# Andrzej Ślączka
Andrzej Aleksander Ślączka (ur. 13 czerwca 1931 we Lwowie, zm. 9 czerwca 2023) – polski geolog.

## Życiorys
Wywodził się z rodziny Ślączków z Sanoka, był wnukiem Wojciecha (1851–1925, adwokat, działacz niepodległościowy), bratankiem Kazimierza (1885–1971, inżynier, oficer wojskowy) i Aleksandra (1893–1940, lekarz, jeden z twórców neurochirurgii polskiej, kapitan Wojska Polskiego, ofiara zbrodni katyńskiej) oraz synem Romana (1895-1967) i pochodzącej z Dynowa Janiny z domu Konstantynowicz (1903–1991). Miał brata Wojciecha (1928–2015, doktor nauk przyrodniczych). Urodził się 13 czerwca 1931 we Lwowie.
W 1949 podjął studia geologiczne na Uniwersytecie Poznańskim, które w 1953 ukończył na Uniwersytecie Jagiellońskim otrzyując dyplom magistra (praca magisterska pt. Geologia antykliny Jankowej, ark. Gorlice, napisana pod kierunkiem prof. Mariana Książkiewicza). W 1961 w Państwowym Instytucie Geologicznym uzyskał stopień doktora nauk przyrodniczych w Instytucie Geologicznym na podstawie rozprawy pt. Budowa geologiczna jednostki dukielskiej i jej przedpola między Wisłokiem Wielkim a Jabłonkami (Polskie Karpaty Wschodnie) (promotorem był prof. Książkiewicz). W 1970 na UJ otrzymał stopień doktora habilitowanego nauk przyrodniczych, w 1973 został docentem w PIG, w 1980 mianowany profesorem nadzwyczajnym, a w 1989 profesorem zwyczajnym.
Od 1954 pracował w Oddziale Karpackim PIG, będąc asystentem, od 1961 adiunktem, od 1963 samodzielnym pracownikiem naukowo-badawczym, w latach 1965–1978 kierownikiem Zakładu Geologii Karpat i Przedgórza, od 1966 do 1976 zastępcą kierownika Oddziału Karpackiego. Od 1977 do 2002 pracował w Instytucie Nauk Geologicznych UJ, którego od 1980 do 2000 był dyrektorem. Od 2002 do 2003 pozostawał profesorem UJ. Był profesorem wizytującym na Uniwersytecie w Neapolu (1983, 1984), na Uniwersytecie w Palermo (1990, 1991) oraz w Benewencie i Budapeszcie.
Naukowo zajmował się badaniem geologii Karpat i orogenów alpejskich, tektoniką, litostratygrafią i geodynamiką Karpat fliszowych, ewolucją zapadliska przedkarpackiego, analizą basenów orogenicznych, paleogeografią, sedymentacją skał klastycznych, szczególnie fliszu, kartowaniem geologiczne.
Od 1955 należał do Polskiego Towarzystwa Geologicznego, którego był członkiem władz w latach 1961–2021, sekretarzem w latach 1977–1983, zastępcą przewodniczącego w latach 1983–1989, prezesem zarządu głównego w latach 1989–2003, przewodniczącym głównej komisji rewizyjnej w latach 2003–2023 i został członkiem honorowym w 1995. Ponadto był członkiem International Association of Sedimentologists (1965-1995), od 1995 członkiem korespondentem Polskiej Akademii Umiejętności, w latach 1997–2001 prezydentem i wiceprezydentem Association of European Geological Societies, w latach 1997–2003 członkiem zarządu European Federation of Geologist, w latach 1998–2003 członkiem House of Delegates w ramach American Association of Petroleum Geologist, od 2000 członkiem korespondentem Austriackiego Towarzystwa Geologicznego.
Otrzymał tytuły członka honorowego Słowackiego Towarzystwa Geologicznego (1981), Węgierskiego Towarzystwa Geologicznego (1985), Polskiego Towarzystwa Geologicznego (1993), Sebskiego Towarzystwa Geologicznego (2001), tytuł European Geologist nadany przez European Federation of Geologists z siedzibą w Brukseli (2003).
Został wyróżniony Nagrodą im. H. Świdzińskiego Polskiego Towarzystwa Geologicznego, nagrodami Rektora Uniwersytetu Jagiellońskiego. W 2004 otrzymał tytuł Geologa Europejskiego (EurGeol), nadany przez European Federation of Geologists w Brukseli.
Zmarł 9 czerwca 2023. Został pochowany na Cmentarzu Batowickim w Krakowie.

## Odznaczenia
- Krzyż Oficerski Orderu Odrodzenia Polski[9]
- Krzyż Kawalerski Orderu Odrodzenia Polski[9]
- Złoty Krzyż Zasługi[9]
- Srebrny Krzyż Zasługi
- Medal Komisji Edukacji Narodowej[9]
- Złota odznaka „Zasłużony dla Geologii Polskiej”
- Odznaka „Zasłużony Pracownik Instytutu Geologicznego”